# Orange (marka)

Logo Orange

Orange – międzynarodowa marka usług telekomunikacyjnych należąca do francuskiego przedsiębiorstwa o tej samej nazwie, zarządzana przez Orange Brand Services Ltd. Pod marką Orange świadczone są usługi w 35 krajach dla 147 mln klientów.
19 września 2005 marka Orange została wprowadzona do Polski przez operatora PTK Centertel, zastępując markę Idea. W Polsce zajmuje obecnie pierwsze miejsce pod względem liczby użytkowników telefonii komórkowej z liczbą kart SIM przekraczającą 15,9 mln.

## Historia
Spółka Orange plc powstała w Wielkiej Brytanii w 1994 roku. Od 1999 roku rozwijała się poza Wyspami kupując udziały w firmach w Austrii, Belgii, Szwajcarii, Hongkongu, Australii, Izraelu i w Indiach. W 1999 spółkę Orange kupiła niemiecka firma Mannesmann. Zaledwie kilka miesięcy później Mannesmann zostaje wykupiony przez brytyjską grupę telekomunikacyjną Vodafone. Europejskie przepisy antymonopolowe zobowiązują Vodafone, obecnego już na rynku brytyjskim, do odsprzedaży Orange. W roku 2000 France Télécom wchodzi w posiadanie firmy. Wkrótce Orange staje się oficjalną marką telefonii komórkowej francuskiej grupy na całym świecie (w tym od 2005 roku w Polsce, zob. Orange Polska). Kolejna sieć Orange powstała w październiku 2006 roku po rebrandingu hiszpańskiej Ameny.
Nazwa marki powstała od angielskiego słowa „orange”, jednak, żeby nie kojarzono marki z pomarańczami, logo firmy jest kwadratowe. Orange oznacza kolor pomarańczowy i ma się kojarzyć z ciepłem i pełnią energii (inf. szkolenie pracowników PTK).
W październiku 2010 roku, Orange Brand Services Ltd. złożyło wniosek w Urzędzie Patentowym Rzeczypospolitej Polskiej o rejestrację koloru pomarańczowego jako znaku towarowego przeznaczonego do oznaczania usług telefonii komórkowej. W sierpniu 2014 roku, Urząd Patentowy przyznał ochronę prawną. Rejestracja koloru jako znaku towarowego jest zjawiskiem niezwykle rzadkim i możliwa jest jedynie w szczególnych okolicznościach. Kluczowe znaczenie ma tutaj nabycie przez znak tzw. wtórnej zdolności odróżniającej. Oznaczenie, które pierwotnie nie było wystarczająco charakterystyczne do rozróżniania produktów lub usług, może z czasem zyskać tak dużą rozpoznawalność, że zacznie być kojarzone przez konsumentów z konkretną marką.
| Państwo                  | Operator                | Udziały Orange | Liczba klientów (kart SIM) w mln | Udział w rynku | Pozycja |
| ------------------------ | ----------------------- | -------------- | -------------------------------- | -------------- | ------- |
| Armenia                  | Orange                  | 100%           | b.d.                             | b.d.           | b.d.    |
| Belgia                   | Orange                  | 50,6%          | 3,3                              | 33,3%          | 2       |
| Dominikana               | Orange                  | 86%            | 0,925                            | 28%            | 2       |
| Egipt                    | Orange                  | 71,25%         | 4,3                              | 52,6%          | 1       |
| Francja                  | Orange                  | 100%           | 22,4                             | 47%            | 1       |
| Gwinea Równikowa         | Orange                  | b.d.           | b.d.                             | b.d.           | b.d.    |
| Hiszpania                | Orange                  | 99,3%          | 9,7                              | 24%            | 3       |
| Holandia                 | Orange                  | 99%            | 1,65                             | 9%             | 5       |
| Jordania                 | Orange                  | 51%            | 1,51                             | 33,7%          | 2       |
| Kamerun                  | Orange                  | 99,5%          | 2,1                              | 42%            | 2       |
| Madagaskar               | Orange                  | 65,9%          | 3,8                              | 63,2%          | 1       |
| Mali                     | Orange                  | 70,2%          | 2                                | 80%            | 1       |
| Mauretania               | Orange                  | 40%            | 0,55                             | 59%            | 1       |
| Mołdawia                 | Orange                  | 94,3%          | 1,78                             | 64,6%          | 1       |
| Polska                   | Orange Polska           | 50,67%         | 16,69                            | 27,1%          | 1       |
| Portugalia               | Optimus                 | 20,2%          | 1,9                              | 20,5%          | 3       |
| Reunion                  | Orange                  | 100%           | 0,165                            | 27,7%          | 2       |
| Rumunia                  | Orange                  | 67,8%          | 2,6                              | 43%            | 2       |
| Słowacja                 | Orange                  | 64%            | 2,2                              | 60%            | 1       |
| Szwajcaria               | Salt                    | 100%           | 1,25                             | 18%            | 2       |
| Tunezja                  | Orange                  | 49%            | 0,67                             | 8%             | 3       |
| Uganda                   | Orange                  | 53%            | b.d.                             | b.d.           | b.d.    |
| Vanuatu                  | Telecom Vanuatu Limited | 50%            | b.d.                             | b.d.           | b.d.    |
| W. Brytania              | Orange                  | 100%           | 13,3                             | 27%            | 1       |
| Wybrzeże Kości Słoniowej | Orange                  | 85%            | 4                                | 42,5%          | 1       |

## Polska
Marka Orange w Polsce powstała z marki cyfrowej telefonii komórkowej Idea Centertel, uruchomionej 1 marca 1998 przez operatora PTK Centertel We wrześniu 2005 nastąpił rebranding marki Idea, w miejsce której została wprowadzona marka Orange. W 2012 r. również Telekomunikacja Polska zaczęła świadczyć pod marką Orange swoje usługi publicznej komutowanej sieci telefonicznej i szerokopasmowego dostępu do internetu. Po przejęciu 31 grudnia 2013 r. spółek PTK Centertel sp. z o.o. oraz Orange Poland sp. z o.o. przez Telekomunikację Polską S.A., zmieniła ona nazwę na Orange Polska.